# Cintractiellaceae
Cintractiellaceae är en familj av svampar. Cintractiellaceae ingår i ordningen Ustilaginales, klassen Ustilaginomycetes, divisionen basidiesvampar och riket svampar.
|                   | Melanotaeniaceae                |
|                   |                                 |
|                   | Geminaginaceae                  |
|                   |                                 |
|                   | Clintamraceae                   |
|                   |                                 |
| Cintractiellaceae | \| \| Cintractiella \| \| \| \| |
|                   | \| \| Cintractiella \| \| \| \| |
|                   | Anthracoideaceae                |
|                   |                                 |
|                   | Uleiellaceae                    |
|                   |                                 |
|                   | Ustilaginaceae                  |
|                   |                                 |
|                   | Websdaneaceae                   |
|                   |                                 |
|                   | Endothlaspis                    |
|                   |                                 |
|                   | Cintractiella                   |
|                   |                                 |

|  | Cintractiella |
|  |               |